# Theddlethorpe St Helen
Theddlethorpe St Helen est une paroisse civile et un village du Lincolnshire, en Angleterre.